# Glutamat-amonijak ligaza
Glutamat-amonijak ligaza (EC 6.3.1.2, glutaminska sintetaza, glutamilhidroksaminska sintetaza, L-glutaminska sintetaza) je enzim sa sistematskim imenom L-glutamat:amonijak ligaza (formira ADP). Ovaj enzim katalizuje sledeću hemijsku reakciju
ATP + -glutamat + NH3 {\displaystyle \rightleftharpoons } ADP + fosfat + L-glutamin
Ovaj enzim takođe deluje, manjom brzinom, na 4-metilin-L-glutamat.

## Spoljašnje veze
- Glutamate-ammonia+ligase на 